# Mendel-Polarstation
Die Mendel-Polarstation (offizieller tschechischer Name Mendelova polární stanice) ist eine tschechische Forschungsstation in der Antarktika an der Küste der James-Ross-Insel. Sie wurde von dem tschechischen Polarforscher Pavel Prošek gegründet. Die offizielle Eröffnungsfeier fand im Februar 2007 statt und machte die Tschechische Republik zum 26. Staat mit einer eigenen wissenschaftlichen Basis auf dem Kontinent. Die Station ist Eigentum der Masaryk-Universität in Brünn und wurde nach dem Vater der modernen Genetik, dem Meteorologen Gregor Johann Mendel, benannt. Dank der an der Station durchgeführten Forschungen hat die Tschechische Republik Stimmrecht im Rahmen des Antarktis-Vertrags.

## Geschichte

### Anfänge
Ein Plan zum Bau einer tschechischen Polarstation entstand erstmals in den 1960er Jahren. Die Pläne wurden teilweise auch von politischen Interessen der Sowjetunion getrieben, aber vor allem von dem Bestreben, die biologische, glaziologische, klimatologische und geologische Forschung in der Tschechoslowakei auszuweiten. Die Bemühungen um den Bau der Station endeten jedoch Anfang der 1970er Jahre mangels finanzieller Mittel. Gleichzeitig ließ das Interesse an Investitionen in Forschung an einem so abseitigen Ort nach.
Das Interesse des Central Geological Institute, heute Czech Geological Survey (Česká geologická služba), wuchs in den 1980er Jahren wieder. Gleichzeitig wählte man einen Standort, an dem die Basis gebaut werden sollte: den östlichen Teil der Antarktis an der Prydz Bay. Später bauten auch Australien, Russland und China ihre Stationen in diesem Gebiet. Das Projekt wurde jedoch trotz ausreichender Finanzierung wieder abgesagt. Diesmal gelang es nicht, eine föderale Institution zu finden, die bereit war, den Plan dem Parlament zur Genehmigung vorzulegen; selbst die Akademie der Wissenschaften der Tschechischen Republik lehnte ab.

### Suche nach Alternativen
1994 machte sich eine Gruppe tschechischer Forscher von der Masaryk-Universität, der Akademie der Wissenschaften der Tschechischen Republik, der Südböhmischen Universität in Budweis und dem Tschechischen Hydrometeorologischen Institut (Český hydrometeorologický ústav (ČHMÚ)) auf den Weg zur King George Island, um an der polnischen Arctowski-Station zu forschen, die eine von acht Stationen in diesem Gebiet ist. Diese Zusammenarbeit dauerte bis 1997. Die Arbeit an einem ausländischen Standort erwies sich jedoch aufgrund von Konflikten zwischen den einzelnen Forschungsteams als schwierig. Danach wurde vorgeschlagen, eine gemeinsame Station der Länder der Visegrád-Gruppe (Tschechien, Slowakei, Polen und Ungarn) zu bauen. Dieser Vorschlag wurde jedoch wegen Problemen bei der Verteilung der Kosten auf die vier Staaten nicht umgesetzt.
Die Forschungsaktivitäten der Masaryk University und der Akademie der Wissenschaften der Tschechischen Republik in der Antarktis wurden zwischen 1999 und 2004 fortgesetzt. Da es immer noch keine tschechische Station gab (obwohl die Vorbereitungen für den Bau bereits im Gange waren), wurden die Forschungsarbeiten auf den Stationen von Großbritannien und der Ukraine durchgeführt.

### Planungen
Der erste Standort, der für eine zukünftige tschechische Polarstation geplant wurde, war Turret Point, der sich in der Nähe der King George Bay an der Südküste von King George Island befindet, ungefähr 200 km nördlich des heutigen Standorts. Im Jahr 2001 wurde der vorgeschlagene Standort auf der Konsultativtagung der Vertragsstaaten des Antarktis-Vertrages in Sankt Petersburg vorgelegt. Der Vorschlag wurde jedoch abgelehnt, vor allem wegen der Anzahl der bestehenden Stationen in dem Gebiet und eines konkurrierenden Vorschlags anderer Länder, das Gebiet zum Schutzgebiet zu erklären. Es gab Angebote, eine der stillgelegten britischen Stationen zu nutzen, aber keine von ihnen entsprach den Bedürfnissen der tschechischen Wissenschaftler. Deshalb wurde ein neuer Standort gesucht und auf der nächsten Konsultativtagung 2002 in Warschau vorgestellt. Diesmal wurde der vorgeschlagene Standort der Station ohne weitere Probleme genehmigt. Die Position ist an der Nordspitze der James-Ross-Insel und es ist der Ort, an dem die Station schließlich gebaut wurde. Die eisfreie Umgebung und die große Entfernung zu anderen Stationen – die nächstgelegene ist die mehr als 70 km südöstlich gelegene argentinische Marambio-Station, – sind die wesentlichen Vorteile dieses Standorts. Die Projektdokumentation für die Station wurde für die nächste Konsultativtagung im Jahr 2003 fertiggestellt, dort aber aufgrund von Änderungen nach Ablauf der Frist abgelehnt. Erst im folgenden Jahr auf der Konferenz 2004 in Kapstadt wurde sie nahezu unverändert angenommen. Der Materialtransport zum zukünftigen Standort der Station begann bereits im Herbst 2004.

### Spezifikationen
Die Konstruktion der Station sollte zwei Hauptanforderungen erfüllen: minimalen Energieverbrauch und minimale Umweltbelastung für die Umgebung. Die Hauptprinzipien für den Bau der Station waren:
- Bereitstellung ausreichender Räume für Arbeit, Forschung, Ausrüstung und Freizeit sowie sanitärer Einrichtungen und Einrichtungen zum Kochen und Essen,
- Minimierung des Brand- und Unfallrisikos,
- Verwendung geeigneter Baumaterialien (insbesondere in Bezug auf Wärmedämmung und Korrosionsbeständigkeit),
- Verwendung umweltfreundlicher Stromquellen (Sonne und Wind),
- Bereitstellung einer Frischwasserversorgung aus einem Gletscherbach,
- Sicherstellung einer geeigneten und ausreichend umweltfreundlichen Abfallentsorgung.

## Standort
Die Station befindet sich auf 63°48′02.3″ S, 57°52′59.9″ W auf der James-Ross-Insel nahe der Küste der Antarktischen Halbinsel. Diese Halbinsel erstreckt sich von der Antarktis des Festlandes nach Norden bis zur Südspitze Südamerikas. Der erste Segler, der James Ross Island erreichte, war wahrscheinlich James Clark Ross im 19. Jahrhundert, der es „Haddington-Land“ nannte. Erst im Winter 1902/1903 fand eine von Otto Nordenskjöld geführte Expedition heraus, dass Haddington-Land in Wahrheit eine Insel ist, und nannte sie zu Ehren ihres Entdeckers James-Ross-Insel. Am Prinz-Gustav-Kanal, der sie vom Festland trennt, liegen nur wenige Polarstationen, die nächste ist die argentinische Marambio-Basis auf der Seymour-Insel. Das Gebäude und die Einrichtungen der Mendel-Polarstation befinden sich an der Nordküste, an einem leicht steinigen Strand etwa 80–100 m vom Ufer entfernt in einer Höhe von 9 m über dem Meeresspiegel zwischen dem Bibby Point und Kap Lachman. Der Prinz-Gustav-Kanal war bis 1994 von einer permanenten Eisschicht bedeckt und ist immer noch Eisschollen und Eisbergstücken gefüllt, so dass der Schiffstransport kompliziert bleibt (Stand 2010).
Der gesamte nordwestliche Teil der Insel, die Ulu-Halbinsel, stellt eines der größten eisfreien Gebiete der Antarktis dar. Bis zu 80 % der Inselfläche sind eisfrei. Dank eines von der Antarktischen Halbinsel gebildeten Regenschattens ist der jährliche Niederschlag mit etwa 300 mm gering und wird in den Boden aufgenommen. Der Grund dafür ist, dass sich die Station auf einer aus kompaktem Feinsand (Regolith) bestehenden Seeterrasse befindet. Im Jahr 2008 lagen die Temperaturen zwischen −35 °C und +12,5 °C (Mittelwert bei −4,6 °C); die Luftfeuchtigkeit ag zwischen 71,2 % und 88,1 % (im Durchschnitt bei 81 %).

## Errichtung
Einzelmodule und Teile der für die Station erforderlichen Infrastruktur wurden 2001–2002 in der Tschechischen Republik hergestellt. Während der Vorbereitungsphase wurden einige Teile montiert und getestet, um die Bauzeit vor Ort zu verkürzen und mögliche Probleme zu vermeiden. Der Transport von Baumaterial begann im November 2004. Das Material wurde zuerst nach Hamburg und dann zum Hafen von Punta Arenas in Chile geschickt. Geplant war, alles von dort direkt zur James-Ross-Insel zu transportieren, aber der Transport war mit Problemen behaftet: Das erste vorgesehene Schiff, die Antarctic Dream, konnte aufgrund ihres schlechten technischen Zustands überhaupt nicht starten und das zweite, die Porvenir I., hatte einen Unfall in der Nähe des Hafens auf dem Weg zur Verladestelle. Erst der dritte Versuch, bei dem der chilenische Militär-Eisbrecher Oscar Almirante Viel eingesetzt wurde, gelang schließlich.
Der Eisbrecher erreichte den geplanten Standort am Morgen des 24. Februar 2004. In den folgenden zwei Tagen wurden acht Container mit einem Gesamtgewicht von 130 Tonnen vom Schiff gelöscht. Die Bauarbeiten begannen, sobald das Schiff entladen war. Mit dieser ersten Materiallieferung wurde fast das gesamte Hauptgebäude gebaut, in dem dann Materialien für den weiteren Ausbau gelagert wurden. Da die erste Lieferung noch nicht alle notwendigen Bauteile und Materialien enthielt, wurden das Hauptgebäude und die umliegenden Container winterfest gemacht und die Bauarbeiten im folgenden Jahr fortgesetzt. Für die Antarktis waren die Wetterbedingungen während des Baus sehr günstig, die Temperaturen lagen zwischen −8 °C und +6 °C bei teilweise mehrtägigen Stürmen mit Windgeschwindigkeiten bis 120 km/h.
Nach Abschluss der notwendigen Arbeiten wurde die Station am 22. Februar 2007 eingeweiht und getauft. Die Mitglieder des wissenschaftlichen Teams, ein Vertreter der tschechischen Botschaft in Argentinien und der Dekan der Naturwissenschaftlichen Fakultät der Masaryk-Universität nahmen an der Feier teil.
Das Projekt wurde vom Ministerium für Erziehung, Jugend und Sport der Tschechischen Republik finanziert und ist im Besitz der Masaryk-Universität. Der gesamte Komplex wurde von der Firma PSG-International aus Zlín gebaut, an die das Projekt im Rahmen einer Ausschreibung vergeben wurde. Die Kosten für den Bau der Station beliefen sich auf ca. 60 Millionen tschechische Kronen (2,1 Mio. €, Stand Februar 2007).

## Gebäude
Im Vergleich zu anderen älteren Stationen ist die Station eher klein. Die Gestaltung des gesamten Komplexes orientiert sich an den Klimabedingungen in der Region. Das Hauptgebäude ist ein eingeschossiger Holzbau (26,5 m lang, 11,5 m breit, 2,8–3,6 m hoch), der zum Wohnen, Kochen und Essen sowie für Freizeit und Forschung genutzt wird. Es gibt zwölf Einzel- oder Zweibettzimmer, zwei Gemeinschaftsräume, ein Esszimmer, eine kleine Küche, Sanitäranlagen und einen Trockenraum. In das Fundament des Gebäudes eingebettet ist eine 40 cm hohe Gitterstruktur aus eichenen Eisenbahnschwellen, um Wärmeverluste über den kalten antarktischen Boden zu reduzieren. Die Wände sind 26,5 cm dick und bestehen aus jeweils zwei Grobspanplatten zwischen denen sich eine Isolierschicht aus geschäumtem Polystyrol befindet. Die Außenfläche der Wände ist zusätzlich mit Sperrholz belegt, um die Struktur vor schädlichen Umwelteinflüssen (Meersalzaerosol, gelegentliche Staubstürme) zu schützen. Der Boden und die Decken sind ähnlich aufgebaut, aber mit 32,0 cm dicker als die Wände ausgeführt. Das Dach neigt sich mit einer Neigung von 5 % nach Süden und ist mit einer PVC-Platte abgedeckt, die das Gebäude vor ultravioletter Strahlung schützt.
Um das Hauptgebäude herum befinden sich neun Container (6,0 m × 2,5 m × 2,6 m), die zur Lagerung von Generatoren und Ersatzteilen, als Garagen, für eine Müllverbrennungsanlage und einen Generatorblock ausgebaut wurden. An den Containern sind Windturbinen befestigt, die bei zu starkem Wind zusammengeklappt werden können. Die einzelnen Gebäude wurden verteilt aufgestellt, um das Risiko eines Brandes oder einer Umweltkatastrophe zu verringern.

## Betrieb
Die Station wird saisonal nur in den Sommermonaten mit ca. 15 Mitarbeitern betrieben. Das Heizen und die Trinkwassergewinnung wäre außerhalb der Sommersaison schwierig: Das Wasser müsste durch Schneeschmelzen gewonnen werden, was einen hohen Bedarf an Brennstoff erfordern würde. Die Station verfügt über ein System alternativer Energiequellen, um den Verbrauch von Dieselöl in den Sommermonaten zu reduzieren: Solarthermie-Kollektoren, die eine Wandfläche von 36 m² abdecken, wurden auf der Nordseite des Gebäudes installiert, die die meiste Sonneneinstrahlung hat, und sind in der Lage, Luft bis auf 55 °C zu erwärmen. Die warme Luft wird ins Innere des Gebäudes geblasen und hält die Raumtemperatur bei 17–19 °C. Ursprünglich gab es auch Flachkollektoren, die an warmen Tagen Wasser für die Küche und das Bad erwärmten. Die Kapazität dieser Kollektoren erwies sich jedoch als unzureichend; sie wurden entfernt und an ihrer Stelle wurden Solarzellen installiert. Strom wird zudem von acht 1,5 kW-Windturbinen erzeugt; die von ihnen erzeugte Energie kann in NiCd-Batterien gespeichert werden. Der Rest der benötigten elektrischen Energie wird durch Dieselgeneratoren erzeugt. Je nach Witterung liefern erneuerbare Energiequellen 60–90 % des Energieverbrauchs der Station. Die Station nutzt die argentinische Zeitzone UTC-3.
Das Wasser wird aus einem nahegelegenen Bach gewonnen, aber da der Bach im Februar und März gelegentlich zufriert, wird das Wasser auch in speziellen Behältern im Inneren des Gebäudes gespeichert. Die Kommunikation mit der Außenwelt ist dank des Bender-Satellitentechniksystems auf Basis des Inmarsat-Netzwerks möglich, das in Zusammenarbeit mit der Fakultät für Elektrotechnik der Tschechischen Technischen Universität Prag entwickelt wurde. Es ermöglicht den Datenaustausch mit einer Geschwindigkeit von bis zu 492 Kbit/s. Die Station hat ein Abwasserentsorgungssystem, das behandeltes Abwasser ins Meer leitet.
Die jährlichen Kosten für den Betrieb der Station betragen 11 Millionen Kronen und werden größtenteils vom tschechischen Ministerium für Bildung, Jugend und Sport getragen, der Rest wird von der Masaryk-Universität getragen. Um fehlende Mittel, z. B. aufgrund Budgetkürzungen auszugleichen, wurde 2014 die Tschechische Antarktis-Stiftung (Český antarktický nadační fond) gegründet. Sie wird von Pavel Prošek, dem Gründer der tschechischen Polarstation, geleitet.

## Forschung
Der Standort der Station war vor dem Bau noch nicht erforscht, obwohl das Gebiet für die Art von Projekten attraktiv ist, die im Mittelpunkt der tschechischen Antarktisforschung stehen. Geologisch gesehen handelt es sich um ein Gebiet mit fossilienreichen Kreidesedimenten und gelegentlichen Einbrüchen von Eruptivgestein. Vulkanische Aktivitäten fanden unter den Gletschern oft statt. Die Folgen des Klimawandels werden in diesem Gebiet seit Mitte des 20. Jahrhunderts mit dem Rückzug der Gletscher und der Besiedlung der exponierten Oberfläche durch nicht-vaskuläre Pflanzen beobachtet. Viele Organismen sind völlig neu in der Wissenschaft und es gibt einen hohen Anteil an endemischen Arten. Die Süßwasserseen in der Umgebung enthalten interessante und bisher ungeklärte Lebensgemeinschaften von Algen, Cyanobakterien und einfachen Tierarten.
Die Forschungsprojekte in diesem Gebiet hatten bereits vor dem Bau der Station begonnen und umfassten geologische Untersuchungen unter der Leitung des Tschechischen Geologischen Dienstes sowie klimatologische und geomorphologische Untersuchungen unter der Leitung der Fakultät für Naturwissenschaften der Masaryk-Universität. Als der Bau kurz vor dem Abschluss stand, starteten die Naturwissenschaftliche Fakultät der Südböhmischen Universität unter České Budějovice und das Botanische Institut der Akademie der Wissenschaften der Tschechischen Republik ein gemeinsames botanisches Projekt zur Erforschung von Cyanobakterien. Die Fakultät für Naturwissenschaften der Masaryk-Universität führte ein Forschungsprojekt durch, das sich auf die ultraviolette Strahlung in der Region konzentriert; neben der UV-Strahlung wurden auch Ozonschichten untersucht. Das Gebiet um die Station wurde vom Tschechischen Geologischen Dienst geologisch kartiert. Es gab ornithologische Grundlagenforschung, aber die Nistzeit der meisten Vögel beginnt Mitte November, während der Ornithologe in der Regel erst Anfang Januar eintrifft. Die ichthyologische Forschung legte den Schwerpunkt auf Fische in Küstengewässern und deren Parasiten und eine Studie über die Gattung Gammarus, die sich damit beschäftigte, wie die Tiere das Magnetfeld erfassen. Die bakteriologische Forschung hat neue Arten von Bakterien beschrieben. Ein anderes Projekt untersuchte den Stress für die Polarforscher während ihres Aufenthalts in der Station und das Ausmaß, in dem sich ihre Körper an die Bedingungen in der Antarktis anpassten, während ein weiteres Projekt die Alterung von Kunststoffmaterialien bei extremem antarktischem Wetter untersuchte. An der Forschung beteiligen sich auch Institutionen aus dem Ausland, wie das Instituto Antártico Argentino, das Instituto Nacional Antártico Chileno, der British Antarctic Survey, das Servicio Meteorológico Nacional Argentina oder das Nederlands Instituut voor Ecologie. Freie Plätze an der Station werden Forschern und Studenten an tschechischen und ausländischen Universitäten und Forschungseinrichtungen angeboten.